# ヨーロッパ動物園・水族館協会
ヨーロッパ動物園・水族館協会 (EAZA, 英語: European Association of Zoos and Aquaria) は、ヨーロッパの動物園、水族館コミュニティのための組織であり、41カ国の340以上の組織が加盟している。ヨーロッパ絶滅危惧種計画 (EEP) を運営している。
EAZAは、ヨーロッパの全ての動物園、水族館のために設立され、基準を設けている。現在、加盟組織が存在する国は、オーストリア、ベルギー、クロアチア、チェコ、デンマーク、エストニア、フィンランド、フランス、ドイツ、ギリシャ、ハンガリー、アイルランド、イスラエル、イタリア、カザフスタン、クウェート、ラトビア、リトアニア、オランダ、ノルウェー、ポーランド、ポルトガル、ロシア、スロバキア、スロベニア、スペイン、スウェーデン、スイス、トルコ、ウクライナ、アラブ首長国連邦、アメリカ、イギリス。
協会の使命は、さらに地域内の計画を集め、野生動物保護を行うための協力を促進することであり、主にヨーロッパ絶滅危惧種計画 (EEP) のような野生動物の繁殖プログラムの調整を行っている。また、教育活動や、ヨーロッパ連合、欧州議会、欧州理事会などへの助言も促進している。
EAZAは2014年時点で、ヨーロッパの資金援助を受けていない。
2004年、EAZAは、リクガメ、カメを守る「シェルショック (Shellshock)」という組織を設立した。そのマスコットは「オスカー・ザ・タートル」であり、最初の年には€250,000を集めた。